# Ternstroemia brasiliensis
Ternstroemia brasiliensis är en tvåhjärtbladig växtart som beskrevs av Jacques Cambessèdes. Ternstroemia brasiliensis ingår i släktet Ternstroemia och familjen Pentaphylacaceae. Inga underarter finns listade i Catalogue of Life.